# Годлін Михайло Михайлович
Михайло Михайлович Годлін (нар. 14 (26) листопада 1886, Новозибков — 5 вересня 1973, Київ) — український радянський ґрунтознавець.

## Біографія
Народився 14 (26 листопада) 1886 року в місті Новозибкові Чернігівської губернії (нині Брянської області Росії). У 1914 році закінчив сільськогосподарське відділення Київського політехнічного інституту. З 1930 року — професор Київського сільськогосподарського інституту.
Помер 5 вересня 1973 року. Похований в Києві на Міському кладовищі «Берківцях» (ділянка № 62). Наказом Управління охорони пам'яток історії, культури та історичного середовища № 53 від 4 листопада 1998 року могила є об'єктом культурної спадщини Подільського району в місті Києві.

## Наукова діяльність
Створив нові методи визначення механічного, мікроагрегатного і агрегатно-дисперсного складу ґрунту, загальної кислотності ґрунту і його солонцюватості; розробив класифікацію ґрунтів за їхнім механічним і мікроагрегатним складом. Запропонував показники, що характеризують здатність різних ґрунтів до оструктурювання.

## Відзнаки
Лауреат премії імені В. В. Докучаєва 1-го ступеня (за працю «Почвы УССР»; Київ-Харків, 1951, разом з іншими авторами). Нагороджений двома орденами Леніна.